# N-610a
La N-610a es la continuación de la carretera nacional 610 (N-610) en España. La N-610 se convierte en autovía para rodear Palencia y enlazar con la A-67 (autovía de la N-611 y la N-610a entra en la ciudad de Palencia hasta contactar con la N-611a (la 'a' de la N-611 y la A-67).